# موسی علی (کوه)
موسی علی (عربی: موسى علي)
یک آتشفشان چینه‌ای ۲۰۲۱ متری، واقع در نقطه مرزی سه کشور اتیوپی، اریتره و جیبوتی در آفریقا است. این آتشفشان بلندترین نقطه در جیبوتی است. قله آتشفشان توسط یک کاسه آتشفشانی تخت شده است که شامل گنبدهای گدازه‌ای ریولیتی و جریان‌های گدازه است.
آخرین فوران شناخته شده موسی علی پیش از دوران هولوسن رخ داده‌است. موسی علی در مرز سه استان تاجوره جیبوتی، دریای سرخ جنوبی اریتره و منطقه عفار اتیوپی واقع شده‌است.
دو طایقه از قوم عَفار در این منطقه زندگی می‌کنند. به این دو طایفه «ادرومی یا ادو روم لی» می‌گویند که به معنی «سفید مثل رومی‌ها (بیزانس‌ها)» است.